# СОБР
СОБР (абр. від рос. Специальный отряд быстрого реагирования, укр. Спеціальний загін швидкого реагування) — один з федеральних і регіональних спеціальних підрозділів Федеральної служби військ національної гвардії Російської Федерації (Росгвардії), що призначений для боротьби з організованою злочинністю та тероризмом. 
Неофіційно з 2022 року бійці СОБР являються частиною окупаційного контингенту збройних формувань РФ у вторгненні в Україну. В ході вторгнення один із підрозділів був повністю знищений українськими захисниками.

## Історія
Першим спеціальним підрозділом у системі МВС СРСР став Загін міліції спеціального призначення — ОМСН ГУВС у місті Москва (рос. Отряд милиции специального назначения — ОМСН ГУВД по городу Москва), утворений 9 листопада 1978 року. На той час у Москві тривала підготовка до XXII літніх Олімпійських ігор 1980 року і для запобігання надзвичайним ситуаціям було створено підрозділ спеціального призначення в системі МВС. Спочатку підрозділ називався «загін міліції особливого призначення» (ОМОН). Загін створювався для роботи на об'єктах Олімпіади. Після проведення Олімпіади керівництвом МВС було ухвалено рішення, що цей підрозділ може широко використовуватись у повсякденній роботі. Першим бойовим завданням стало визволення дівчинки, захопленої злочинцем у квітні 1981 року. Заручницю успішно звільнили, а підрозділ перепідпорядкували карному розшуку та зробили штатною одиницею ГУВС у м. Москві.
Особового складу не вистачало для виконання всіх оперативних завдань, тоді 1-му полку патрульно-постової служби доручили боротьбу з масовими заворушеннями (1988 року він був перейменований на ОМОН). Тому був період часу, коли у Москві існували одночасно 2 підрозділи ОМОН, які мали різне оперативне підпорядкування. Самі співробітники називали загони «Великим» та «Маленьким». Щоб уникнути плутанини та непорозумінь «Маленький» ОМОН був перейменований на загін міліції спеціального призначення (ОМСН).
10 лютого 1992 року було створено Відділ тактичних операцій (рос. Отдел тактических операций) Головного управління з організованої злочинності (ГУОП) МВС Росії. Восени 1992 року цей відділ було перейменовано на Спеціальний загін (відділ) швидкого реагування (рос. Специальный отряд (отдел) быстрого реагирования).
1 вересня 2002 року підрозділи СОБР були перейменовані на загони міліції спеціального призначення (ОМСН від рос. отряды милиции специального назначения).. Три загони мають власні імена, закріплені в нормативно-правових актах і наказах центрального апарату МВС Росії: «Рись» (м. Москва), «Булат» (Московська область), «Терек» (Чеченська республіка). За даними на 2007 рік, всього в Росії було 87 загонів міліції спеціального призначення загальною чисельністю понад 5,2 тис. осіб.
1 березня 2011 року, у зв'язку з реформою органів внутрішніх справ та перейменуванням «міліції» на «поліцію», ОМСН (загони міліції спеціального призначення) були перейменовані на загони спеціального призначення (ОСН від рос. отряды специального назначения), а потім 9 листопада 2011 року, підрозділам було повернено історичну назву СОБР (спеціальні загони швидкого реагування).
5 квітня 2016 року указом верховного головнокомандувача Росії Володимира Путіна підрозділи СОБР МВС Росії були підпорядковані Федеральній службі військ національної гвардії Російської Федерації («Росгвардії»).

### Російсько-чеченські війни
У грудні 1994 року бійці СОБР вирушили у перше кавказьке відрядження у зв'язку з початком першої російсько-чеченської війни.
У 1996 році бійці СОБР брали участь у Кізляро-Первомайській кризі із захопленням заручників.
Під час Другої російсько-чеченської війни та збройного конфлікту на Північному Кавказі після її завершення бійці СОБР брали участь у проведенні спеціальних операцій, пошуково-розвідувальних заходів, здійснювали захоплення та знищення керівників повстанців, ліквідовували незаконні нафтові мінізаводи, супроводжували військові колони, забезпечували особисту безпеку командування, членів уряду та регіональних керівників.

### Російське вторгнення в Україну
У 2022 році до російського вторгнення в Україну були залучені підрозділи СОБР Військ національної гвардії Росії.
У лютому 2022 року, після вторгнення в Україну із території Білорусі, потрапивши у засідку загинув командир СОБРу Кемеровської області полковник Костянтин Огій та щонайменше 42 особи (два відділення) СОБРу.
У кінці лютого 2022 року поблизу Бучі Київської області була знищена колона Кузбаського СОБРу.
Підрозділ СОБР із Кемерово брав участь у боях за Гостомельський аеропорт.
Під час вторгнення, українськими захисниками поблизу Харкова були ліквідовані керівники владимирсього СОБРу. У березні 2022 року у російському Владимирі відбулося поховання трьох підполковників та одного полковника владимирсього СОБРу:
|                 | Ви розумієте весь масштаб пі**єцу? В нас за всі 30 років існування владимирського СОБРу взагалі не було втрат особового складу. А вчора за один день поховали все його керівництво. |
| — Ілля Косигін, | |

На початку березня 2022 року Рамзан Кадиров повідомляв, що у російському вторгненні в Україну бере участь чеченський підрозділ СОБР «Ахмат». Зокрема, цей підрозділ брав участь у боях за Рубіжне Також цей чеченський підрозділ брав участь у боях за Маріуполь.
Підрозділи СОБР у складі військ Росгвардії здійснюють переслідування активістів, журналістів, колишніх військових та усіх, хто має проукраїнську позицію в окупованому Росією Херсоні.
Журналіст Роман Цимбалюк у квітні 2022 року повідомив про знищення підрозділу СОБР на території України:
|                   | Під час ведення бойових дій на території України було повністю знищено спеціальний загін швидкого реагування (СОБР) управління Росгвардії по Архангельській області. З 50 військовослужбовців загону живих залишилося всього 6 людей, решта загинула. Більшість тіл загиблих військовослужбовців залишилися на території України |
| — Роман Цимбалюк, | |

За повідомленнями Головного управління розвідки Міністерства оборони України у каральних операціях проти мирного населення на тимчасово непідконтрольних територіях України бере також участь підрозділ СОБР «Вектор» управління Росгвардії у Волгоградській області.
7 вересня 2022 року відомий у колах прихильників російської агресії проти України кремлівський пропагандист Юрій Котьонок підтвердив, що самарський і башкирський СОБР, що був у Балаклії, потрапив в оточення ЗСУ. Згодом зв'язок з цими підрозділами був втрачений назавжди.
18 червня 2024 року стало відомо, що Збройні сили України заблокували на Вовчанському агрегатному заводі російський штурмовий підрозділ, який складається зі співробітників російського СОБРу. Це свідчить про те, що у РФ спостерігається дефіцит боєздатних підрозділів російської регулярної армії.

## СОБР в інших країнах світу
Підрозділи СОБР також існують в Білорусі, Казахстані, Киргизстані та Таджикистані.

### СОБР Республіки Білорусь
САХР (абр. від біл. Спецыяльны атрад хуткага рэагавання) — спецпідрозділ внутрішніх військ МВС Республіки Білорусь, розташований у Мінську (В/Ч 3032), що призначений для охорони громадського порядку, боротьби з організованою злочинністю, придушує бунти у виправних установах, місцях зі складною оперативною обстановкою, охороняє стратегічні об'єкти.
Спеціальний загін швидкого реагування МВС Республіки Білорусь було створено 29 червня 1999 наказом міністра внутрішніх справ № 014 у внутрішніх військах МВС Республіки Білорусь. Кістяк команди склали офіцери, прапорщики та найбільш підготовлені  солдати військової частини 3214.
Першу операцію військовослужбовці СОБР провели в жовтні 1999 року в Орші , де ними було затримано організовану злочинну групу.
У 2008 році загін брав участь у програмі підготовки та обміну досвідом із венесуельськими силовиками. У квітні члени СОБРу разом із співробітниками групи «Альфа» Комітету держбезпеки , служби безпеки президента та бійцями 5-ї бригади спецназу відвідали Венесуелу, де, крім усього іншого, здійснили сходження на Пік Болівара , встановивши прапори двох країн, а також символіку силових структур та білоруського спортивного товариства «Динамо».
16 березня 2016 року міністр внутрішніх справ Білорусії Ігор Шуневич перетворив СОБР у військову частину 3032 у складі 3-ї окремої Червонопрапорної бригади спеціального призначення. Рішення затвердили на пропозицію командира СОБРу Юрія Назаренка, оскільки в загону з'явилися власні служби.
16 грудня 2019 року Deutsche Welle опублікувала інтерв'ю з Юрієм Гаравським, колишнім бійцем СОБР внутрішніх військ МВС Республіки Білорусь. Він стверджує, що у 1999 році за наказом засновника СОБРу підполковника Дмитра Павличенка брав участь у викраденнях та вбивствах противників Лукашенка: міністра внутрішніх справ Юрія Захаренка, голови Центрвиборчкому Віктора Гончара та підприємця Анатолія Красовського, який підтримував білоруську демократичну опозицію. Як  заявив Гаравський полковник Павліченко особисто застрелив викрадених ним осіб.

## У російському кінематографі
Про СОБР знято такі російські фільми та серіали:
- Антикілер (2002)
- Антикілер 2: Антитерор (2003)
- Ментівські війни
- Гаїшники (2007)
- СОБР (2011)
- Випереджаючи постріл (2011)
- Мажор (телесеріал) (2014—2018)
- Ковзання (2013)
- Завод (2018)